# عایشه کمسانی
عایشه بنت فضل کمسانی (۱۰۶۸ - ۱۱۳۵) (نسب: عایشه بنت فضل بن احمد)  بانوی محدث و فقیه ایرانی خراسانی بود. ابتدا نزد مادربزرگش دانش آموخت. در روستای کمسان، مرو درگذشت. سمعانی در التحبیر از او نام برده است.